# 皮斯貝格 (阿拉巴馬州)
皮斯貝格（英語：Peaceburg）是一個位於美國阿拉巴馬州卡爾霍恩縣的非建制地區。該地的面積和人口皆未知。

## 地理
皮斯貝格的座標為33°44′22″N 85°54′38″W / 33.739444°N 85.910556°W，而該地最高點為海拔高度205米（即673英尺）。